# Botryobasidium chilense
Botryobasidium chilense ist eine Ständerpilzart aus der Familie der Traubenbasidienverwandten (Botryobasidiaceae). Sie bildet resupinate, spinnwebartige Fruchtkörper aus, die auf Totholz wachsen. Botryobasidium chilense besitzt ein Artareal im chilenischen Südpatagonien. Die Anamorphe der Art ist unter dem Namen Haplotrichum chilense bekannt.

## Merkmale

### Makroskopische Merkmale
Botryobasidium chilense besitzt weißliche bis elfenbeinfarbene, gespinstartige Fruchtkörper, die resupinat (also vollständig anliegend) auf ihrem Substrat wachsen und unter der Lupe leicht netzartig erscheinen.

### Mikroskopische Merkmale
Wie bei allen Traubenbasidien ist die Hyphenstruktur von Botryobasidium chilense monomitisch, besteht also nur aus generativen Hyphen, die sich rechtwinklig verzweigen. Die Basalhyphen sind hyalin, meist 6–9 µm breit und nicht inkrustiert. Die 6–7 µm dicken Subhymenialhyphen sind hyalin, kurzzellig, dünnwandig und cyanophil. Die Art verfügt nicht über Zystiden oder Schnallen. Die selten sechs-, meist achtporigen Basidien der Art wachsen in Nestern, werden 13–15 × 3,5–8 µm groß, sind ellipsoid bis eiförmig und an der Basis einfach septiert. Die Sporen sind schmal spindel- bis ellipsenförmig, leicht konkav und meist 8–12 × 4,5–6 µm groß. Sie sind glatt und dünnwandig und besitzen einen deutlichen Fortsatz.

## Verbreitung
Die bekannte Verbreitung von Botryobasidium chilense umfasst den chilenischen Teil Südpatagoniens.

## Ökologie
Botryobasidium chilense ist ein Saprobiont, der Totholz besiedelt. Das genaue Substratsspektrum dieser Traubenbasidie ist nicht näher bekannt.